# Falleron (Fluss)
Der Falleron ist ein Küstenfluss in Frankreich, der in der Region Pays de la Loire verläuft. Er entspringt in der gleichnamigen Gemeinde Falleron, entwässert generell in nordwestlicher Richtung, passiert die Sumpflandschaft Marais Breton und mündet nach rund 52 Kilometern im Pays de Retz, südwestlich von Bourgneuf-en-Retz, in den Atlantik. Auf seinem Weg durchquert er die Départements Vendée und Loire-Atlantique.

## Orte am Fluss
- Falleron
- Saint-Étienne-de-Mer-Morte
- Paulx
- Machecoul